# Robert Hulse
Robert Lester Hulse (* 10. November 1946 in Belize City, Britisch-Honduras) ist ein ehemaliger belizischer Sportschütze.
Er trat in den Olympischen Sommerspielen 1968 in Mexiko an. Im Wettkampf Kleinkaliber 50 m kam er auf Rang 63.